# Niafunké (krets)
Niafunke Cercle är en krets i Mali.   Den ligger i regionen Mopti, i den centrala delen av landet, 600 km nordost om huvudstaden Bamako. Antalet invånare är 184 285. Arean är 12 000 kvadratkilometer.
Terrängen i Niafunke Cercle är platt.